# Barddhaman
Barddhaman là một thành phố và khu đô thị của quận Barddhaman thuộc bang Tây Bengal, Ấn Độ.

## Địa lý
Barddhaman có vị trí 23°15′B 87°51′Đ / 23,25°B 87,85°Đ Nó có độ cao trung bình là 40 mét (131 foot).

## Nhân khẩu
Theo điều tra dân số năm 2001 của Ấn Độ, Barddhaman có dân số 285.871 người. Phái nam chiếm 52% tổng số dân và phái nữ chiếm 48%. Barddhaman có tỷ lệ 77% biết đọc biết viết, cao hơn tỷ lệ trung bình toàn quốc là 59,5%: tỷ lệ cho phái nam là 82%, và tỷ lệ cho phái nữ là 73%. Tại Barddhaman, 9% dân số nhỏ hơn 6 tuổi.

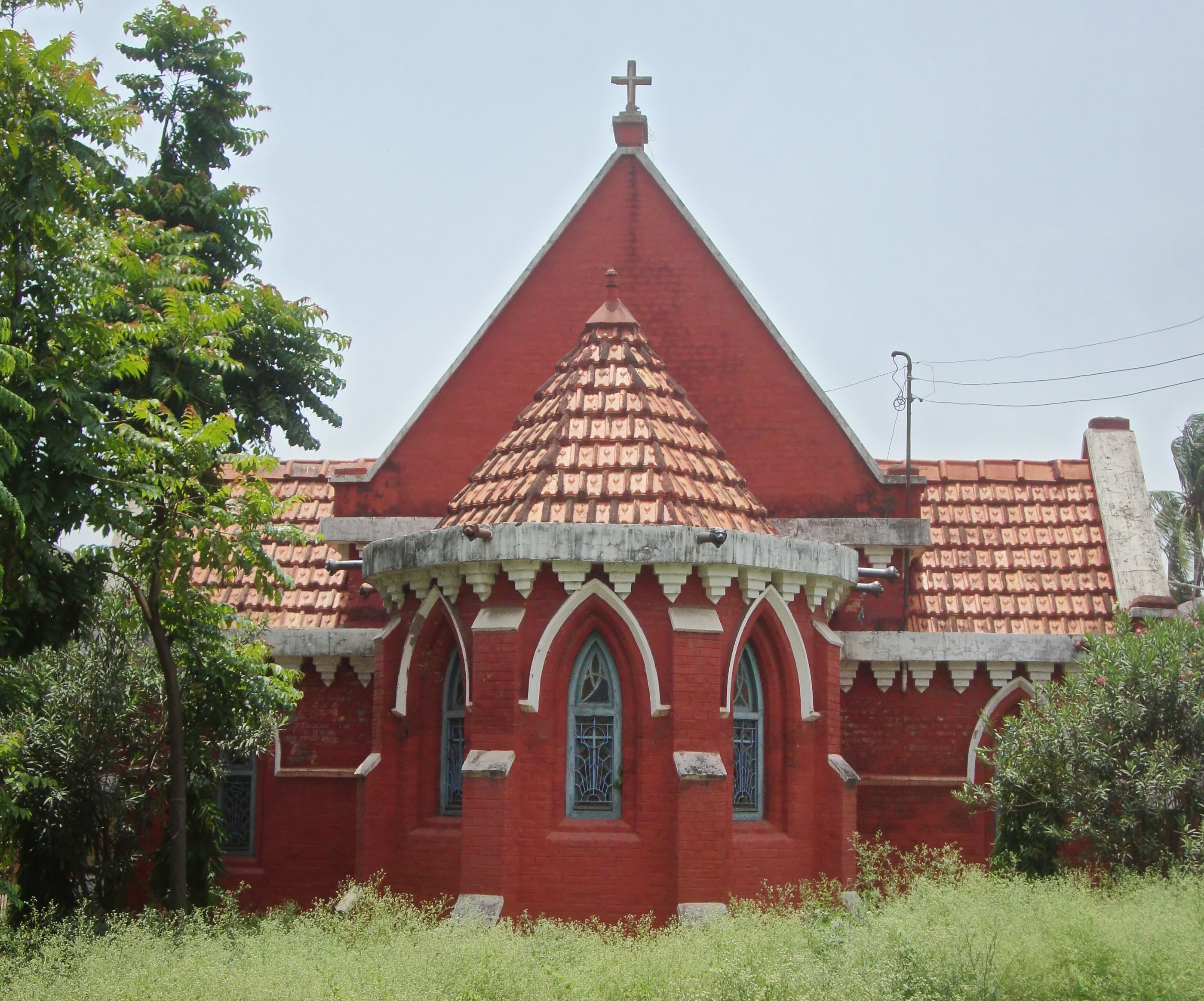
Bardhaman Church
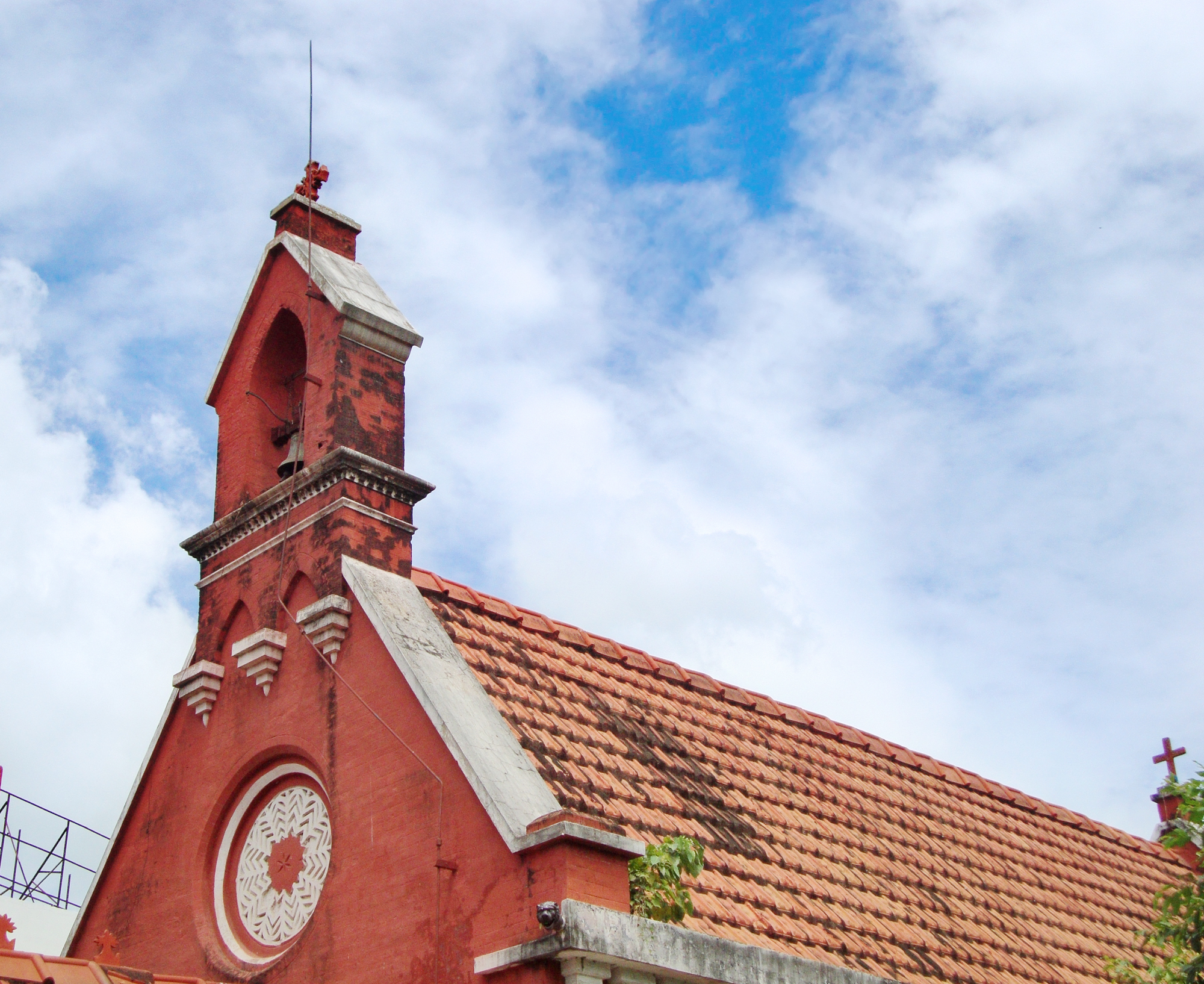
Bardhaman Church
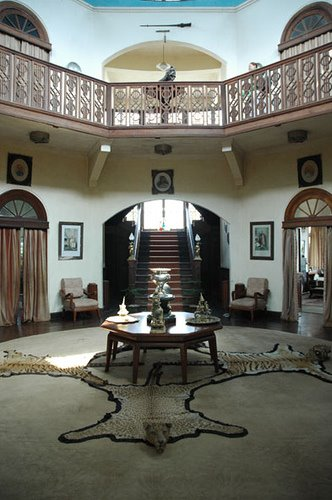
Burdwan Palace
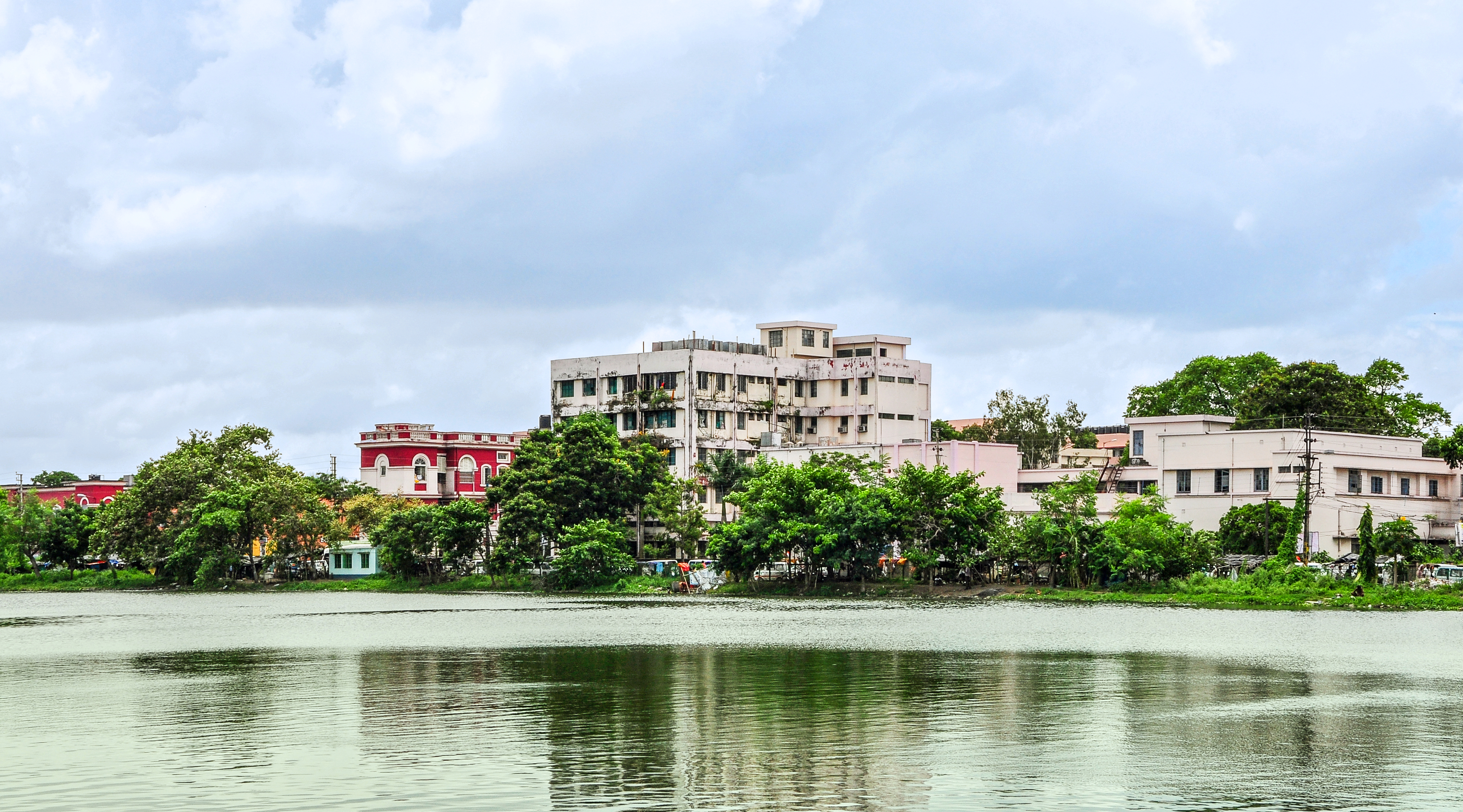
Burdwan Medical College Hospital
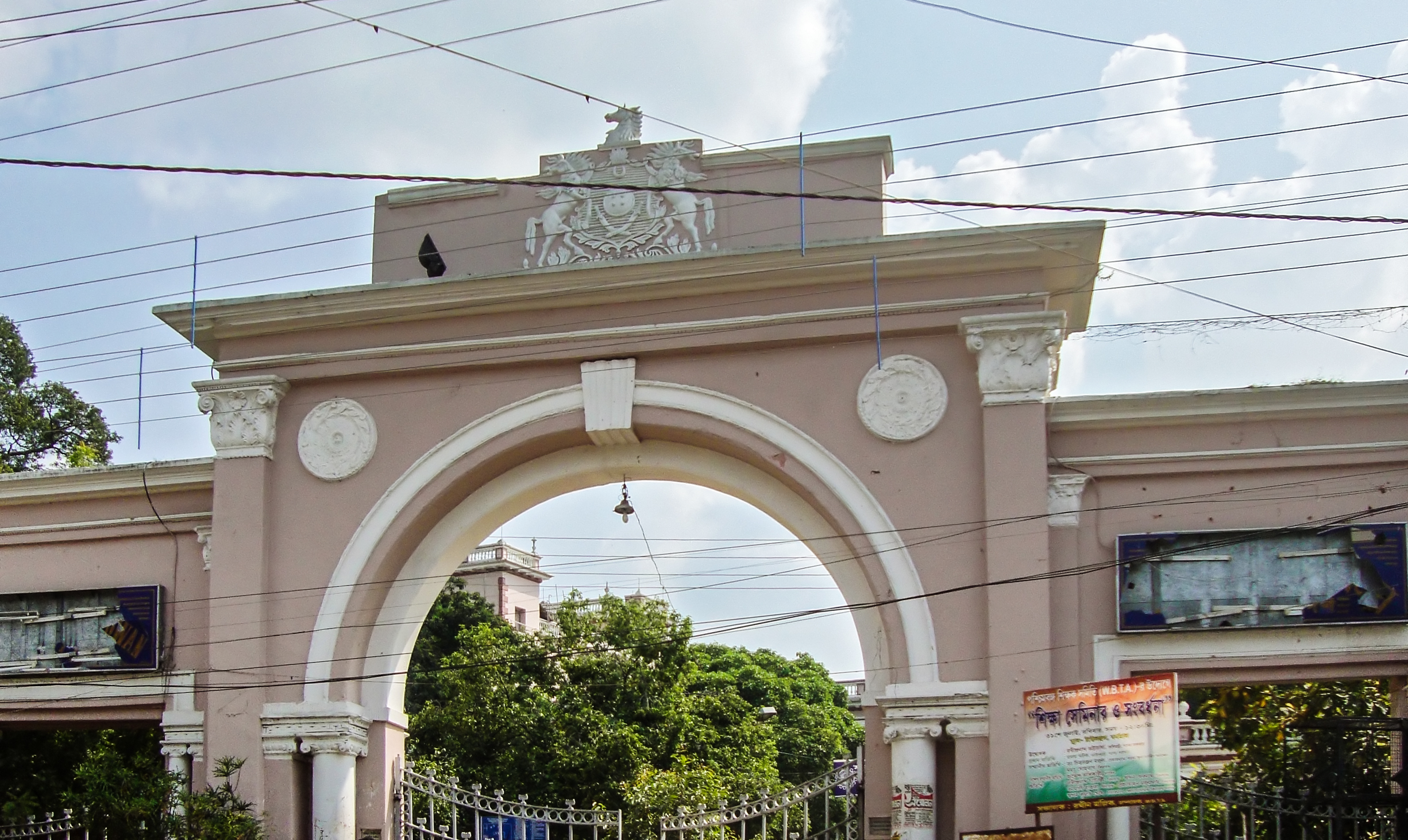
Burdwan University administrative complex gate, Rajbati
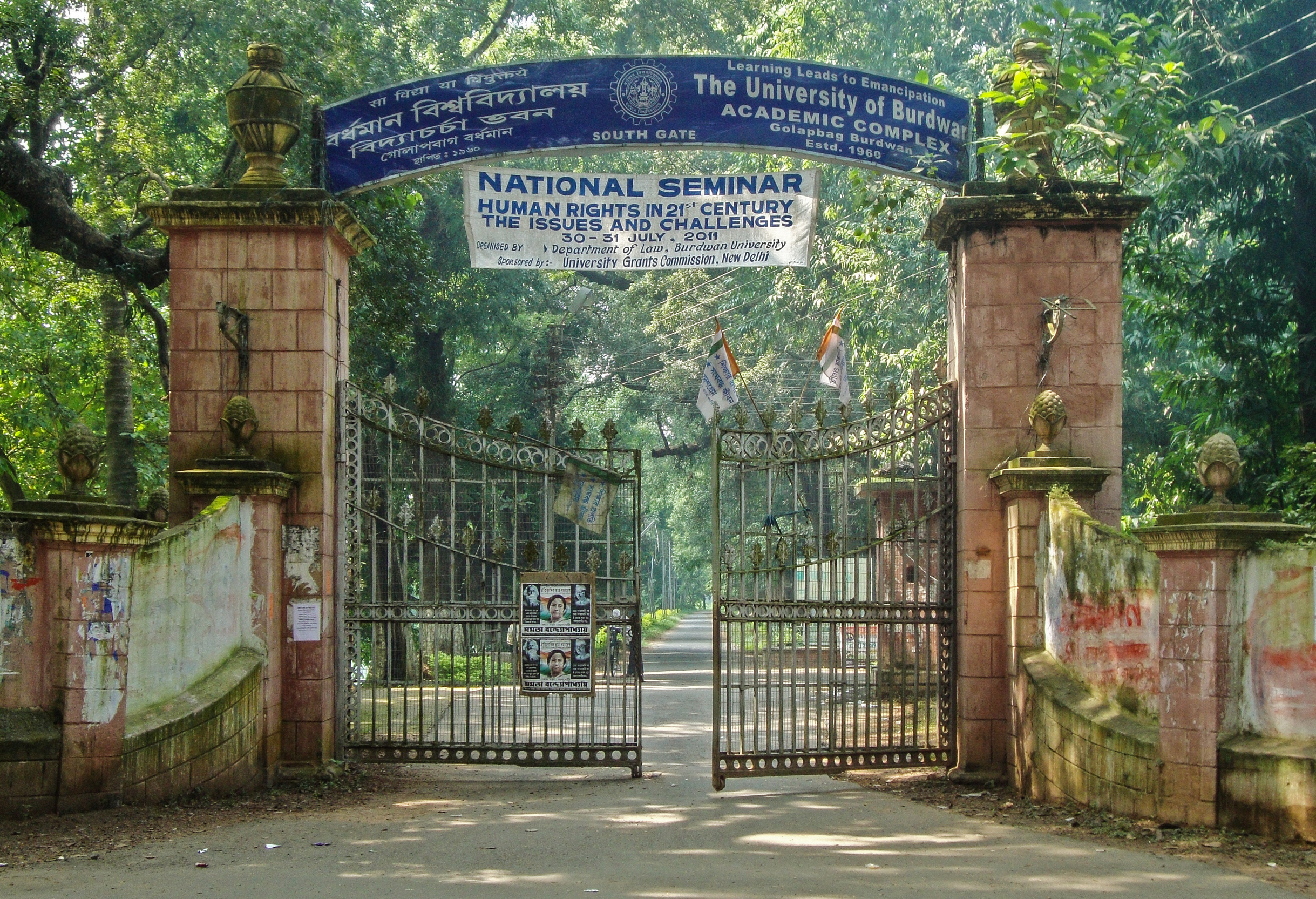
Burdwan University academic complex, South Gate
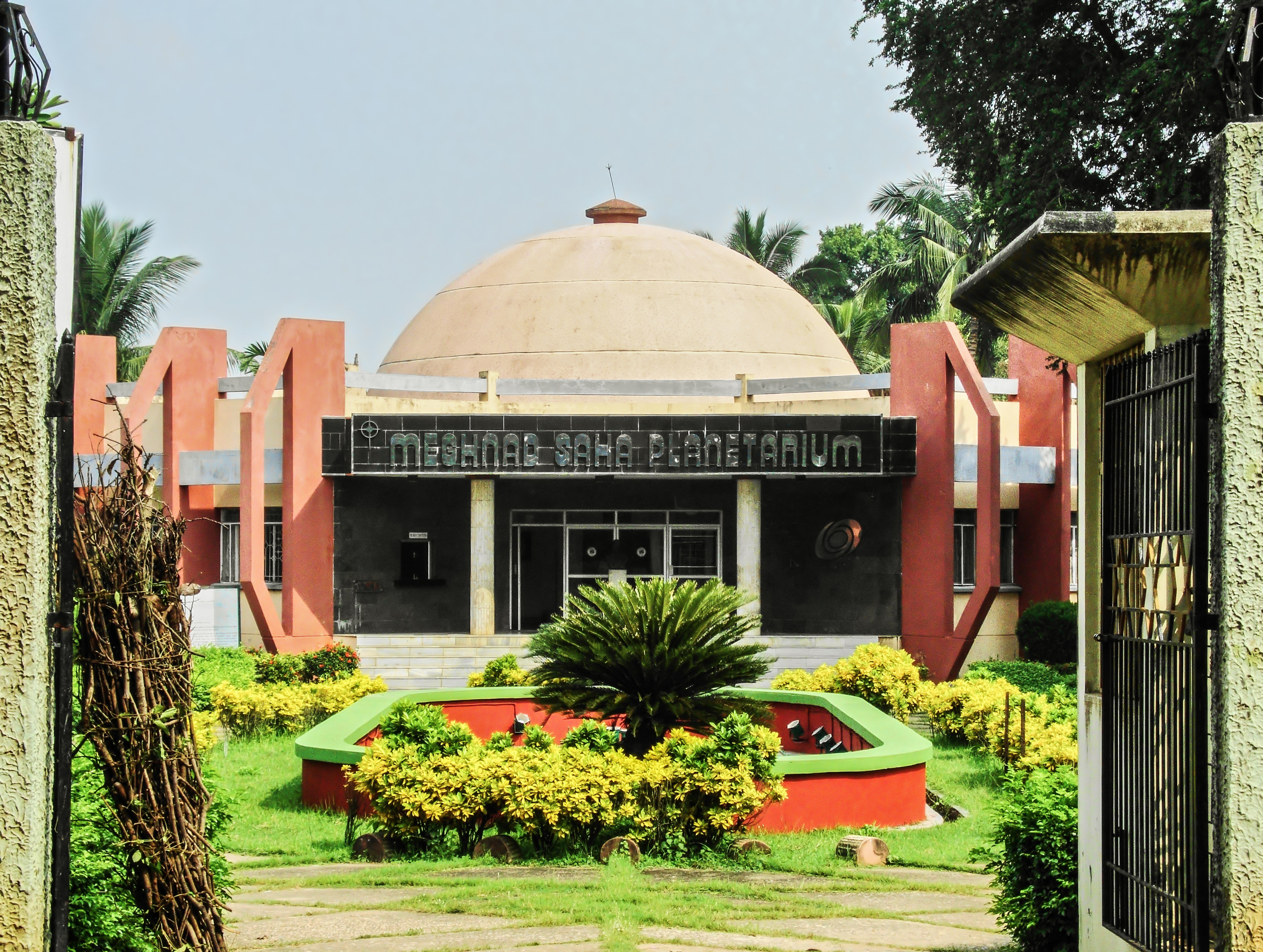
Burdwan Meghnad Saha Planetarium
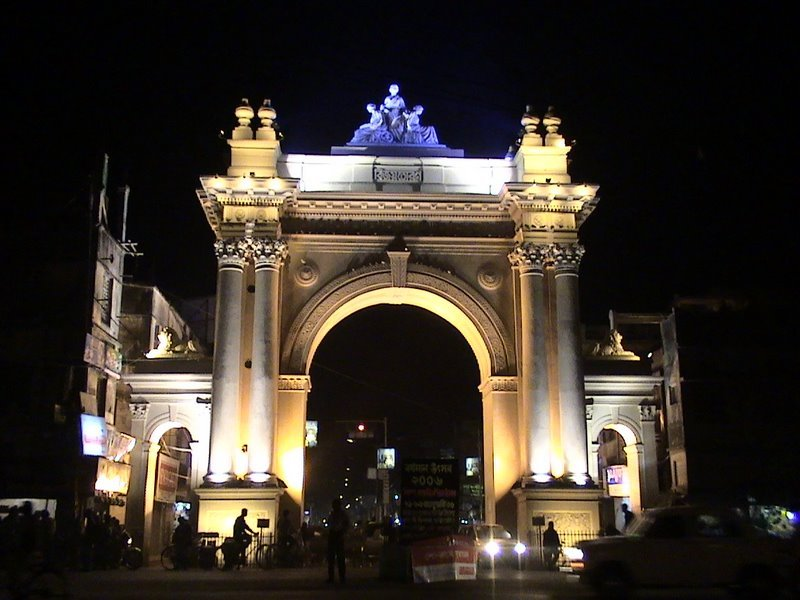
Curzon Gate
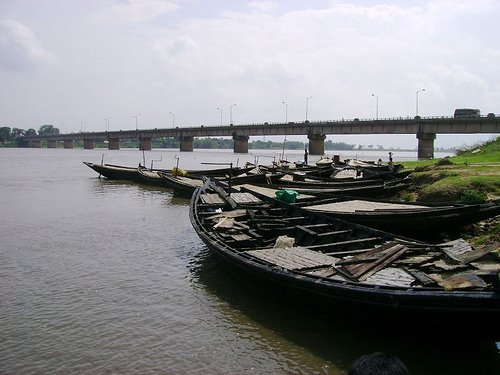
Damodar River
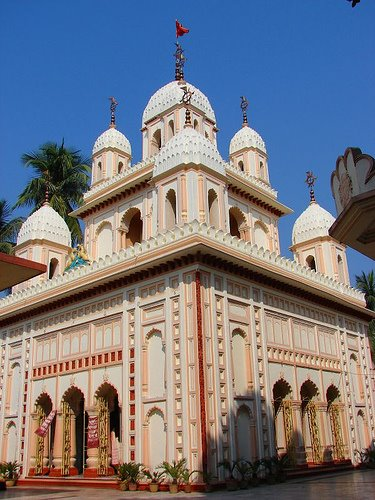
Sarbamangala Temple